# Metylophorus nebulosus
Metylophorus nebulosus — вид сеноедов семейства древесных вшей (собственно сеноедов).

## Распространение
Распространён в лесной зоне Палеарктики и северная часть Индии.

## Описание
Самец длиной 5—5,5 мм, самка 5,5—6,3 мм. Передние крылья самца одноцветные, тёмно-бурые, самки — с разными тёмно-бурыми пятнами. Гипандрий самца с короткими асимметричными базальными выступами; вершина рамки пениса клиновидно выемчатая. Медиальная лопасть генитальной пластинки самки дистально суженная.

## Развитие
Этот вид даёт всего одно поколение в год.

## Экология
Живут на стволах и ветвях лиственных и хвойных деревьев, в подстилке и гнёздах птиц. Время лёта с июля по август.